# Coralligène

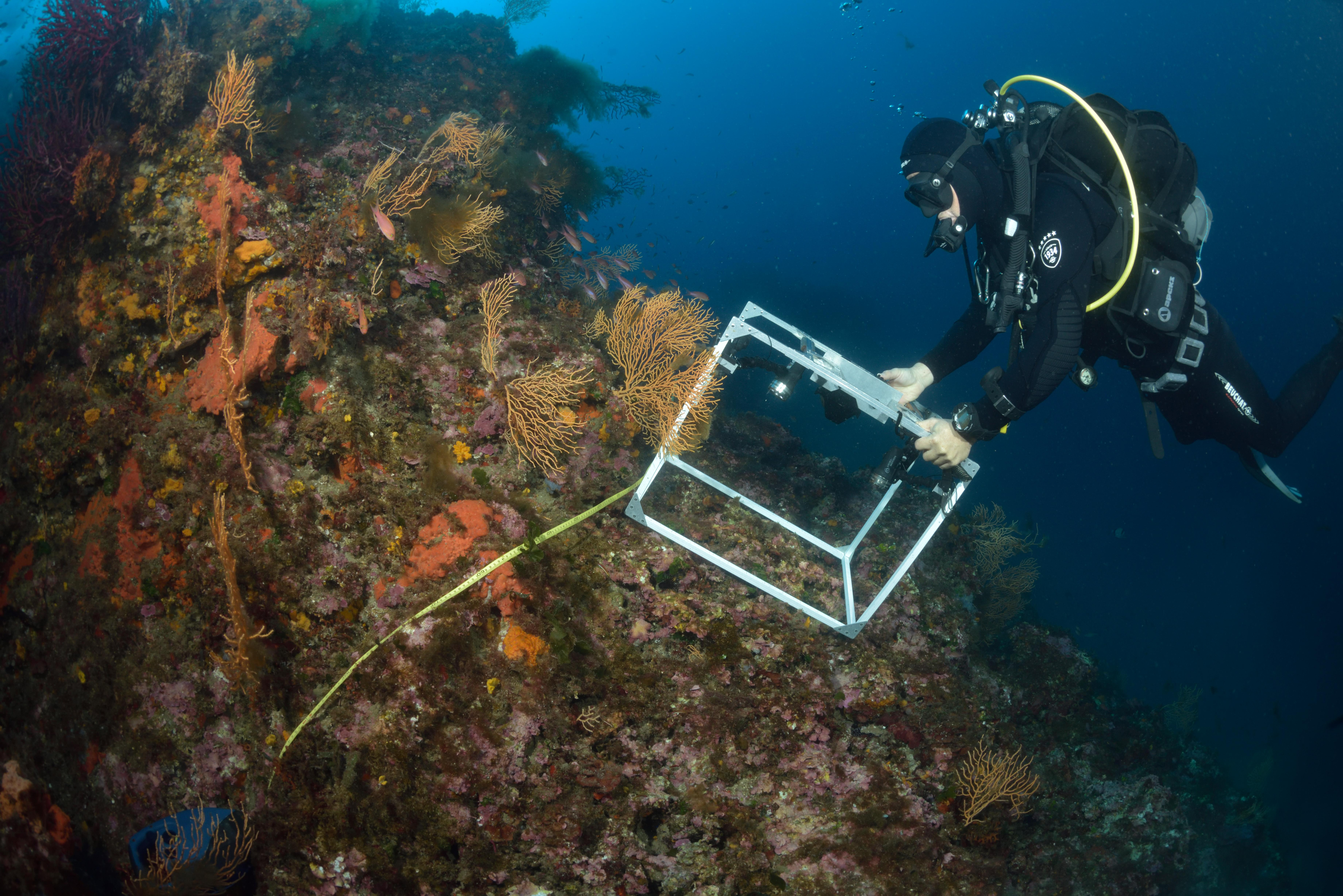
Plongeur utilisant un quadrat afin d'échantillonner les organismes animaux et végétaux présents sur une portion de coralligène au large du massif du Cap-Sicié.

Le coralligène, ou récif coralligène, est un écosystème sous-marin caractérisé par l'abondance d'algues calcaires, dites algues coralligènes, capables, en association avec d'autres espèces animales à squelette calcaire, de construire de vastes constructions biogéniques comparables aux massifs coralliens. Les autres espèces animales associées sont diverses espèces d'éponges, de gorgones (gorgone jaune, gorgone pourpre) ou de coraux (corail rouge). 
L'analogie avec les coraux est à l'origine du nom « coralligène », qui signifie « producteur de corail ». Il s'agit du second pôle de biodiversité de Méditerranée après les herbiers de posidonies et de l’écosystème méditerranéen majeur au-delà de 30-40 m de profondeur, où ils sont pratiquement les seuls récifs biogènes. Selon la turbidité de l'eau, on peut en trouver entre 12 et 120 m de profondeur.

## Principes biologiques
La croissance du coralligène est très lente (entre 1 et 4 mm/an). Les massifs ne se développent qu'à partir de certaines profondeurs car les algues qui les édifient craignent une trop forte lumière : ce sont des algues sciaphiles (vivant à l'ombre). S'ils ne sont pas perturbés, ces récifs peuvent ainsi perdurer plusieurs siècles, mais mettront aussi très longtemps à se régénérer s'ils sont détruits.
Plus de 1500 espèces ont été récensées dans les habitats coralligènes. Les principales espèces constructrices sont des  algues rouges qui appartiennent aux familles des Corallinaceae ou des Peyssonneliaceae, mais il existe aussi quelques algues vertes parmi les Bryopsidales. Des animaux sessiles bio-constructeurs participent également à l'édification de ces récifs, comme les bryozoaires, les serpulidés, les cnidaires, des mollusques (surtout bivalves mais aussi quelques gastéropodes comme les vermets), les éponges, des crustacés ou encore des foraminifères benthiques. À l'inverse, il existe des espèces dites « érodeuses » qui consomment le coralligène (étoiles de mer, oursins, poisson-perroquet méditerranéen...) ou y creusent des galeries (éponges, annélides, mollusques, crustacés), permettant ainsi de favoriser la diversité des espèces en limitant la population des plus abondantes, ainsi que de créer un relief complexe constituant autant de niches écologiques abritant une très grande biodiversité, parfois comparée à celle des récifs coralliens tropicaux. Près de 20 % des espèces méditerranéennes connues seraient ainsi inféodées à ces milieux.
Une étude de 2019 s'intéresse aux différents services écosystémiques fournis par les habitats coralligènes. Ces récifs sont en effet des habitats importants, source d'une grande biodiversité en méditerranée. Ils permettent de piéger le carbone, de filtrer l'eau mais constituent aussi des sites de plongée appréciés des amateurs.
Ces récifs sont cependant particulièrement fragiles à la pollution, au réchauffement climatique et aux méthodes de pêche destructive : les scientifiques estiment ainsi qu'ils auraient déjà énormément régressé pendant le XXe siècle, et les aires sous-marines riches en récifs sont souvent protégées et interdites de pêche industrielle.